# Tay đào đất
Tay đào đất là bộ phim tài liệu năm 2002 về đề tài hậu chiến tranh do Bùi Thạc Chuyên đạo diễn và viết kịch bản.

## Nội dung
Bộ phim đề cập đến cuộc sống riêng và quá trình cải tạo mảnh đất có lượng lớn vật liệu nổ tồn dư sau cuộc chiến tại Việt Nam của Ngô Đức Nhật, một cựu binh Việt Nam Cộng hòa.

## Sản xuất
Bùi Thạc Chuyên có ý tưởng thực hiện Tay đào đất sau khi đọc được một bài báo nói về người nông dân Ngô Đức Nhật tại xã Vĩnh Hải, huyện Tuy Phong, tỉnh Bình Thuận đã bỏ ra hơn chục năm cải tạo mảnh đất còn tồn dư nhiều vật liệu nổ sau chiến trang. Kịch bản Tay đào đất đã được trao giải trong cuộc thi chọn đề tài hay cho phim tài liệu châu Á năm 2001 do Quỹ Hosobunka của Đài truyền hình NHK hỗ trợ. Tháng 9 năm 2001, Bùi Thạc Chuyên đưa nhóm làm phim vào Tuy Phong ghi hình bộ phim và đã quay ba đợt, mỗi đợt khoảng một tháng.
Năm 2004, Bùi Thạc Chuyên chuyển thể câu chuyện Ngô Đức Nhật thành một bộ phim truyện điện ảnh đầu tay của ông, kịch bản điện ảnh ban đầu có tên Đất lành do Nguyễn Thị Minh Ngọc biên tập, sau đó đổi thành Sống trong sợ hãi để dễ thu hút khát giả. Sống trong sợ hãi sau khi ra mắt đã giành được một số giải thưởng trong và ngoài nước.

## Giải thưởng
| Năm  | Giải thưởng         | Hạng mục            | Kết quả       | Chú thích |
| ---- | ------------------- | ------------------- | ------------- | --------- |
| 2023 | Giải Cánh diều 2002 | Phim tài liệu video | Cánh diều Bạc | [ 4 ]     |